# Tayloria hyalinoides
Tayloria hyalinoides é uma espécie de gastrópode  da família Streptaxidae.
É endémica da Tanzânia.